# Les Planes (Sant Sadurní d'Osormort)
les Planes és un mas al terme de Sant Sadurní d'Osormort (Osona) protegida com a bé cultural d'interès local. Antiga masia situada en el camí de Crivillers al pont de Malafogassa, a la riba esquerra de la Riera Major, prop del terme municipal de Vilanova de Sau. La seva història va unida a la del mas Crivillers en tenim notícies des del segle x. De les Planes no en tenim capa altra dada que la de la llinda del portal datada el 1800.
Masia de planta rectangular coberta a dues vessants amb el carener paral·lel a la façana situada al sud. Consta de planta baixa i primer pis. La façana presenta portal rectangular de pedra amb llinda datada i dues finestres i dues més al primer pis. En el sector dret hi ha adossat un cos sobresortint i formant una L amb porxos sobre pilars al primer. A la part est hi ha un portal rectangular i una finestra amb llindes de fusta. A la façana nord hi ha un gran contrafort a l'angle NE, dos portals rectangulars a la planta i dues finestres al primer pis. La part oest presenta un cos cobert a una vessant, adossat a la planta, i una xemeneia que sobresurt damunt del carener. Les obertures són de pedra i la resta de totxo.